# Trachycarpidium lonchophyllum
Trachycarpidium lonchophyllum là một loài Rêu trong họ Pottiaceae. Loài này được (G. Roth) R.H. Zander miêu tả khoa học đầu tiên năm 1993.